# Kanada-malja

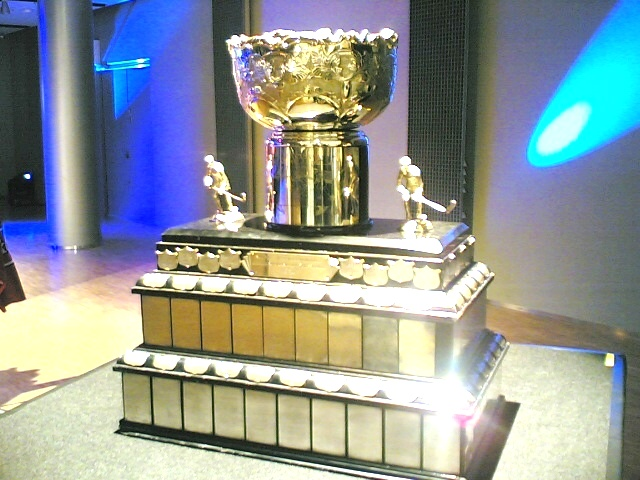
Puchar Kanada-malja

Kanada-malja (z j. fińskiego: Puchar Kanady) – nazwa pucharu za zdobycie mistrzostwa w fińskich rozgrywkach hokeja na lodzie Liiga (do 2013 SM-liiga) przyznawanego zwycięskiej drużynie w sezonie.
Nazwa trofeum pochodzi od jego pierwszych darczyńców. Byli nimi w 1950 roku fińscy emigranci zamieszkujący w Kanadzie.
Po raz pierwszy trofeum przyznano w 1951 roku w ówczesnych rozgrywkach SM-sarja. Od 1975 roku otrzymuje go zwycięska drużyna w SM-liiga.

## Zdobywcy
- 1951: Ilves
- 1952: Ilves
- 1953: TBK
- 1954: TBK
- 1955: TBK
- 1956: TPS
- 1957: Ilves
- 1958: Ilves
- 1959: Tappara
- 1960: Ilves
- 1961: Tappara
- 1962: Ilves
- 1963: Lukko
- 1964: Tappara
- 1965: Karhut
- 1966: Ilves
- 1967: RU-38
- 1968: KooVee
- 1969: HIFK
- 1970: HIFK
- 1971: Ässät
- 1972: Ilves
- 1973: Jokerit
- 1974: HIFK
- 1975: Tappara
- 1976: TPS
- 1977: Tappara
- 1978: Ässät
- 1979: Tappara
- 1980: HIFK
- 1981: Kärpät
- 1982: Tappara
- 1983: HIFK
- 1984: Tappara
- 1985: Ilves
- 1986: Tappara
- 1987: Tappara
- 1988: Tappara
- 1989: TPS
- 1990: TPS
- 1991: TPS
- 1992: Jokerit
- 1993: TPS
- 1994: Jokerit
- 1995: TPS
- 1996: Jokerit
- 1997: Jokerit
- 1998: HIFK
- 1999: TPS
- 2000: TPS
- 2001: TPS
- 2002: Jokerit
- 2003: Tappara
- 2004: Kärpät
- 2005: Kärpät
- 2006: HPK
- 2007: Kärpät
- 2008: Kärpät
- 2009: JYP
- 2010: TPS
- 2011: HIFK
- 2012: JYP
- 2013: Ässät
- 2014: Kärpät
- 2015: Kärpät
- 2016: Tappara
- 2017: Tappara
- 2018: Kärpät
- 2019: HPK
- 2020: nie wyłoniony
- 2021: Lukko
- 2022: Tappara